# 知床ゴルフクラブなかしべつコース
知床ゴルフクラブなかしべつコース（しれとこゴルフクラブなかしべつコース）は、かつて北海道標津郡中標津町にあったゴルフ場。2017年5月をもって閉鎖され、用地売却先のLooop Energy合同会社がメガソーラーの機器設置場所として使用予定。

## 概要
1974年9月4日 道東カントリークラブ　パー36/9ホールのコースとしてオープンした。
パブリックコースで単年度メンバー会員制度がある。

## 沿革
- 1974年〜  道東カントリークラブ
- （時期不明）中標津センターゴルフコース
- 1980年〜 中標津空港カントリークラブ（2002年2月6日破産）
- 2003年〜 中標津ゴルフコース
- 2004年〜 中標津ゴルフ場
- 2005年〜 中標津G&Sカントリー
- 2007年〜 知床ゴルフクラブなかしべつコース

（グリーンシステム子会社のTMGBが施設賃借し運営）
- 2017年　Looop Energy合同会社へ売却し閉鎖

## コースについて
- 道東カントリークラブがパー36/9ホールでスタート
- パー70/18ホールに改修
- パー70だったため当初からあったアウトコースを壊しパー72の本格的なコースを作る予定が1989年11月に不動産開発業者（株）アドックが倒産してゴルフ場造成工事は中断。パー36/9ホールの営業に戻る
- 中標津空港カントリークラブの新経営者がパー72/18ホールに改修
- アウト3番4番の土地を借りて運営していたのだが、新経営者と賃貸契約が結べずパー70/18ホールにコース改修
- 現在の5番・6番ホールを新規に造成しパー72/18ホールで現在に至る

## クラブハウス
- 中標津空港カントリークラブの時に新設されたが、破産後競売にかかり現在は未使用、横にプレハブのクラブハウスを建設し現在はそちらを使用。
- 温泉がボーリングされていたが現在は未使用
- 練習場10打席

## 住所
- 北海道標津郡中標津町東中11丁目6番地

## アクセス
- 根室中標津空港から自動車で3分
- 釧路空港から自動車で90分
- 女満別空港から自動車で80分